# Nokia 6270
O Nokia 6270 é um telemóvel fabricado pela empresa finlandesa Nokia e lançado em 2005.

## Características
- Dimensões: 104 x 50 x 23 mm
- Massa: 125 g
- Resolução do ecrã: 320 x 240 pixels com 262 144 cores
- Duração da bateria em conversação: 5 horas
- Duração da bateria em espera: 200 horas (8 dias)
- Câmara: 2.0 Megapixel
- Memória: 31 MB
- Bluetooth, infravermelhos e USB